# لي شواي
لي شواي (بالصينية: 李帅) (18 أغسطس 1982 بتشينغداو في الصين - ) هو لاعب كرة قدم صيني في مركز حراسة المرمى. لعب مع شانغهاي غرينلاند شينهوا وغوانغجو إفرغراند تاوباو وكينغداو جونون.

## وصلات خارجية
- لي شواي على موقع الاتحاد الدولي (مؤرشف)  (الإنجليزية)
- لي شواي على موقع قاعدة بيانات كرة القدم.إي يو (الإنجليزية)
- لي شواي على موقع Soccerway.com (الإنجليزية)
- لي شواي على موقع AS.com (الإسبانية)